# Tour della nazionale maschile di rugby a 15 delle Figi 1985
Vari sono stati i Tour della nazionale figiana di "rugby a 15" nel periodo 1984-87.
Due i Tour nel 1985; il primo in Australia, successivamente nelle isole britanniche

## In Australia
- Risultati :

| Sydney 13 luglio 1985 | Sydney | 27 – 27 | Figi XV | Sydney Sports Ground |

| Brisbane 17 luglio 1985 | Australia Universitaria | 24 – 26 | Figi XV | Ballymore Oval |

| Brisbane 20 luglio 1985 | Queensland | 47 – 6 | Figi XV | Ballymore Oval |

| Rockhampton 24 luglio 1985 | Queensland Country | 10 – 39 | Figi XV |  |

| Singleton 27 luglio 1985 | NSW Country | 16 – 32 | Figi XV |  |

| Canberra 31 luglio 1985 | A.C.T. | 24 – 23 | Figi XV |  |

| Sydney 3 agosto 1985 | New South Wales | 43 – 10 | Figi XV | Sydney Sports Ground |

| Gosford 6 agosto 1985 | New South Wales B | 16 – 36 | Figi XV |  |

| Brisbane 10 agosto 1985 | Australia | 52 – 28 | Figi | Ballymore Oval |

| Sydney 17 agosto 1985 | Australia | 31 – 9 | Figi | Sydney Cricket Ground |

## Nelle Isole Britanniche
Tour di dieci partite con due test match entrambi persi contro Irlanda (di misura) e Galles.
- Risultati

| 9 ottobre 1985 | Cross Keys | 12 – 26 | Figi XV |  |

| Cardiff 12 ottobre 1985 | Cardiff RFC | 31 – 15 | Figi XV | National Stadium |

| Swansea 16 ottobre 1985 | Swansea RFC | 14 – 23 | Figi XV | St. Helen's |

| Dublino 19 ottobre 1985 | Irlanda XV | 16 – 15 | Figi | Lansdowne Road |

| Belfast 23 ottobre 1985 | Ulster Rugby | 23 – 9 | Figi XV | Ravenhill |

| Galway 26 ottobre 1985 | Connacht Rugby | 6 – 7 | Figi XV |  |

| Newport 30 ottobre 1985 | Newport RFC | 6 – 7 | Figi XV | Rodney Parade |

| Londra 2 novembre 1985 | London Welsh | 6 – 22 | Figi XV |  |

| Llanelli 5 novembre 1985 | Llanelli RFC | 31 – 28 | Figi XV | Stradey Park |

| Cardiff 9 novembre 1985 | Galles | 40 – 3 | Figi | National Stadium |